# Carl Radle
Carl Dean Radle (18 de junho de 1942 — 30 de maio de 1980) foi um baixista que gravou e excursionou com alguns dos músicos mais influentes das décadas de 60 e 70.
Morreu em 1980 vítima de uma insuficiência renal, consequência do abuso de álcool e narcóticos. 